# Pau Vidal Sánchez
Pau Vidal Sánchez (Sant Marcel·lí, 1988) és un músic valencià, alma màter del grup Tarquim.
Vidal aprén flauta travessera a la banda del seu barri, i pels volts del 2004 forma part del grup The Skafeïnats, juntament amb altres músics joves com Hèctor Galán, David Cases o Jonás Sánchez.
Es llicencia en flauta travessera, jazz i música moderna a l'Escola Superior de Música de Catalunya, i el seu treball final fou el disc Mar Endins, el seu primer treball en solitari. Aquella primera aproximació va ser una reinterpretació de la música tradicional valenciana, mentre que al seu segon treball, A Cuba, homenatja la música popular de l'illa caribenya, on ha estudiat.